# مودجالايانا
مودجالايانا (بالإنجليزية: Maudgalyāyana ( (بالصينية: 目連; البينيين: Mùlián) موكورين) أو موكينرين)، والمعروف أيضًا باسم مامودجالايانا أو ماهاموجالايانا، كان أحد تلامذة بوذا المقربين. وكان معاصرًا للراهب البوذي الشهير أرهاتس (arhats) تمامًا مثل سوبوتي (Subhuti) وساريبوترا (Sariputra)، وماهاكاسيابا (Mahakasyapa)، وهو يعد مع ساريبوترا أكثر تلاميذ بوذا قدرة (أي في القدرات الخارقة). ولد في إحدى أسر البراهمة في منطقة كوليتا.
كان موجالايانا أبرع تلامذة بوذا في العديد من القدرات الخارقة التي يمكن تنميتها من خلال التأمل. وكانت تلك القدرات تشتمل على القدرة على استخدام قراءة العقل لأشياء مثل التفريق بين الكذب والصدق، والارتقاء بالروح من داخل الجسد والسمو بها إلى آفاق الوجود البعيدة، والتحدث مع الأشباح والآلهة. وكان يشتهر بالقدرة على فعل أشياء خارقة مثل النفاذ من خلال الجدران والمشي على الماء والطيران في الهواء والتحرك بسرعة تُقارن بسرعة الضوء.[بحاجة لمصدر]
وتظهر العديد من السجلات في بالي كانون موجالايانا وهو يتحدث إلى الموتى ليبين لهم حالتهم المزرية ويجعلهم يدركون ما يعانون منه، بحيث يمكنهم الخلاص أو النجاة مما هم فيه. وكان موجالايانا قادرًا على استخدام قدراته الخارقة في قراءة العقول لكي يسدي النصائح المفيدة والمناسبة لتلاميذه، بحيث يمكنهم تحقيق نتائج سريعة.

## الشخصية
في شريعة بالي، يُوصف أن لون بشرة مودجالايانا كان مثل اللوتس الأزرق أو سحابة المطر. تقول التقاليد الشفوية في سريلانكا أنه كان هكذا لأنه ولد في الجحيم في عدة حيوات (انظر فقرة الموت). يعتقد الباحث السريلانكي كارالوفينا أنه كان يُفترض أن يكون جلده داكنًا في الأصل وليس أزرقًا. ذكرت شريعة ماهسامغيكا، وفقًا لترجمة ميغوت، أنه كان «جميلًا للنظر، ولطيفًا، وحكيمًا، وذكيًا وكامل المزايا ...».
فُسر اسم عشيرة مودجالايانا في بعض الروايات الصينية، على أنه يشير إلى بقوليات تناولها سلف العشيرة. ولكن، ربط عالم الهنديات إرنست فيندش حياة مودجالايانا بشخصية مودغاليا (موغدالا) التي تظهر في الملحمة السنسكريتية مهابهاراتا، ما يُفسر اسمه. يعتقد فيندش أن رواية الكاهن مودغاليا أثرت على رواية مودجالايانا، إذ يرتبط كلاهما برحلة إلى الجنة. اعتبر المؤلف إدوارد جيه. توماس هذا غير محتمل. واعتبر فيندش مودجالايانا شخصًا تاريخيًا.

## حياته

### لقاء بوذا
وفقًا للنصوص البوذية، ولد مودجالايانا في إحدى أسر البراهمة في قرية كوليتا (ربما كول المعاصرة)، وسمي باسم قريته. والدته امرأة براهمانية تُدعى موغالاني، وكان والده زعيم قرية لطبقة الكشاتريا (المحارب). ولد كوليتا في نفس اليوم الذي ولد فيه أوباتيسا (بالبالية: Upatissa؛ عُرف لاحقًا باسم ساريبوترا)، وكانا صديقان منذ الطفولة. نمّى كوليتا وأوباتيسا اهتمامًا بالحياة الروحية عندما كانا صغيرين. في أحد الأيام وفي أثناء مشاهدتهم لمهرجان غلب عليهما شعور بالتحرر من الأوهام والإلحاح الروحي: رغبا في ترك الحياة الدنيوية وراءهما وبدء حياتهما الروحية تحت إشراف الرحالة المتجول سنجايا فاراتيبوترا (بالبالية: Sañjaya Belatthiputta). وصف سنجايا في شريعتي تيرافادا وماهمسغيكا، كمعلم في منهج الشكوكية الهندية، لأنه لم يؤمن بالمعرفة أو المنطق، ولم يجب على الأسئلة التأملية. لم يستطيع تلبية احتياجات كوليتا وأوبليسيا الروحية، لذا تركاه. يوصف في شريعة مولسرفاستيفادا، الشريعة البوذية الصينية وفي الروايات التبتية، كمدرس يتمتع بمؤهلات مذهلة مثل الرؤية التأملية والتعصب الديني. ولكنه يمرض ويموت، ما يدفع التلميذان إلى مواصلة البحث. في بعض الروايات، وصل إلى حد التنبؤ بقدوم بوذا بفضل رؤياه.
على أي حال، غادر كوليتا وأوباتيسا وواصلا بحثهما الروحي، وافترقا في اتجاهان منفصلان. اتفقا على أن أول من يجد «أمبروزيا» الحياة الروحية سيخبر الآخر. يلي ذلك قصة تروي لجوء كوليتا وأوباتيسا إلى البوذا، والذي يعتبر عنصرًا قديمًا للتقاليد النصية. التقي أوباتيسا مع راهب بوذي يدعى أشفاجيت (بالبالية: Assaji)، وهو أحد تلاميذ البوذا الخمسة الأوائل، والذي سار لتلقي الصدقات من المصلي في نسخة مولسرفاستيفادا، أرسله البوذا هناك لتعليم أوباتيسا. ألهم سلوك أشفاجيت الهادئ أوبتيسيا للتقرب منه وتعلم المزيد. أخبره أشفاجيت أنه ما يزال مرسومًا حديثًا ولا يمكن تعليمه سوى القليل. ثم عبر عن جوهر تعاليم بوذا بهذه الكلمات: 
من بين جميع الظواهر التي نشأت من سبب
قال المعلم السبب؛
وأخبرنا أيضًا كيف سينتهي كل منها،
هذه هي كلمة الحكيم.
ترجمة ت. دبليو. ريس ديفيدز
ساعدت هذه الكلمات أوباتيسا على بلوغ المرحلة الأولى من المسار الروحي البوذي. بعد ذلك، أخبر أوباتيسا كوليتا عن اكتشافه وبلغ كوليتا أيضًا المرحلة الأولى. ذهب التلميذان، مع طلاب سنجايا الخمسمئة، لرسمهم كرهبان تحت إشراف البوذا في فينوفانا (بالبالية: Veḷuvana). منذ وقت رسامتهم، أصبح أوباتيسا وكوليتا يُعرفان باسم ساريبوترا ومودجالايانا، على التوالي، مودجالايانا هو اسم عشيرة كوليتا. بعد أن رُسّموا، بلغوا جميعهم ما عدا ساريبوترا ومودجالايانا مرحلة الأرهات (بالبالية: arahant؛ المرحلة الأخيرة من التنوير). بلغ ساريبوترا ومودجالايانا التنوير بعد نحو أسبوع إلى أسبوعين، مودجالايانا في ماجادها، في قرية تسمى كالافالا. في ذلك الوقت، منعه النعاس من تحقيق المزيد من التقدم في مسار التنوير. وبعد أن راودته رؤية لبوذا ينصحه بكيفية التغلب عليه، أحرز تقدمًا مفاجئًا وبلغ التنوير. يقال في بعض الروايات أنه تأمل في عناصر العملية. في شرح نصوص الدامابادا البالية، يُطرح السؤال عن سبب بلوغ التلميذان على التنوير بشكل أبطأ من طلاب سنجايا السابقين الآخرين. ويُقدم الجواب بأن ساريبوترا ومودجالايانا هما كالملوك الذين يحتاجون إلى وقت أطول للاستعداد للرحلة أكثر من عامة الناس. وبعبارة أخرى، فإن بلوغهما كان أكثر عمقًا من الطلاب الآخرين، وبالتالي تطلب المزيد من الوقت.
وُصف البيان الموجز الذي قاله آشفاجات، المعروف بمقطع ياي دهارما هيتو («من بين جميع الظواهر...»)، تقليديًا بأنه جوهر التعاليم البوذية، وهو أكثر الآيات المسجلة في جميع أنحاء العالم البوذي. توجد في جميع المدارس البوذية، منقوش في العديد من المواد، ويمكن العثور عليها في العديد من تماثيل بوذا والستوبات (المباني تحوي آثار)، وتستخدم في طقوس التكريس الخاصة بهم. وفقًا لعالم الهنديات أولدنبرغ والمترجم هاينسارو بيكو، أُوصي بهذه الآيات في أحد مراسيم الإمبراطور أشوكا كموضوع للدراسة والتأمل. لم يفهم العلماء دور المقطع بشكل كامل. وبصرف النظر عن الطبيعة المعقدة للبيان، فقد لوحظ أيضًا أنه لم يُنسب إلى البوذا في هذا الشكل في أي مكان، ما يشير إلى أنه كان ملخصًا أو إعادة صياغة لأشفاجات. اعتقد عالم الهنديات ت. دبليو. ريس ديفيدز أن القصيدة القصيرة قد تركت انطباعًا خاصًا على ساريبوترا ومودجالايانا، بسبب التركيز على السببية النموذجية للبوذية. أوضح الفيلسوف بول كاروس أن المقطع كان ردًا جريئًا ومحطمًا لأيقونات التقاليد البراهمانية، لأنه «يرفض معجزات التدخلات الخارقة بالاعتراف دون تحفظ بقانون السبب والنتيجة على أنه غير قابل للدحض»، بينما كان معلم الزِن الياباني سوزوكي تذكيرًا بالتجربة التي تتجاوز العقل، «تتبع فيها الفكرة الأخرى في تسلسل لتنتهي أخيرًا إلى الاستنتاج أو الحكم».
رغم أن في التقاليد البالية، توصف مودجالايانا بأنه أرهات لم يُولد مرة أخرى، يُفسر هذا في تقاليد ماهايانا بشكل مختلف أحيانًا. إذا يُقال في لوتس سوترا، الفصل 6 (الإغداق النبوي)، إن بوذا تنبأ بأن التلاميذ ماهاكسيابا، وسوبوتي، وماهاكاتايانا ومودجالايانا سيصبحون بوذا في المستقبل.

### ساريبوترا ومودجالايانا
في يوم رسامة مودجالايانا، سمح بوذا له وساريبوترا بأخذ مقاعد التلاميذ الذكور الرئيسيين. وفقا لنصوص بودافامسا البالية، كان لكل بوذا زوجين من التلاميذ الرئيسيين. ولأنهم كانا قد رسما للتو، شعر بعض الرهبان الآخرين بالإهانة لأن بوذا منح هذا الشرف لهما. رد بوذا بالإشارة إلى أن الأقدمية في الرهبنة ليست المعيار الوحيد في مثل هذا التعيين، وشرح قراره أكثر بربطه بقصة من الماضي. قال إن كلا التلميذان كانا يطمحان أن يصبحا تلميذين رئيسين لديه منذ عدة حيوات. اتخذا هذا القرار منذ زمن البوذا السابق أنومادسي، عندما كان مودجالايانا شخصًا عاديًا يدعى سيريفادا. شعر سيريفادا بإلهام ليصبح تلميذًا رئيسيًا لدى البوذا المستقبلي بعد أن أوصاه صديقه، ساريبوترا في حياة سابقة، بأن يفعل ذلك. ثم دعا بوذا أنومادسي والجماعة الرهبانية (سانغا) لتناول الطعام في منزله لمدة سبعة أيام، حيث اتخذ قراره ليصبح تلميذًا رئيسيًا لأول مرة. بعد ذلك، استمر هو وساريبوترا في القيام بالأعمال الصالحة لعدة حيوات، حتى زمن بوذا ساكياموني. أصبح مودجالايانا يُعرف بـ«ماها مودجالايانا»، ماها يعني «عظيم»، بعد أن عينه بوذا تلميئًا رئيسًا. مُنح هذا اللقب لتكريمه، وتميزه عن الآخرين الذين حملوا نفس الاسم.

## الوفاة: قدر كاهن
عندما كان موجالايانا مسافرًا إلى مغادها، وافته المنية. وتذكر بعض الروايات أن بعض المتشددين من طوائف دينية أخرى قد رجموه حتى الموت، وذكر آخرون أن من قتله هم قطاع الطرق. ولكن الكل يجمع أنه قُتل بطريقة وحشية. وعندما وجه سؤال مفاده لماذا لم يدافع موجالايانا عن نفسه، ولماذا يتعرض مثل هذا الكاهن العظيم لميتة كهذه، قال بوذا إن السبب يرجع إلى أن موجالايانا قد أخذ نصيبه من القدر في حياة أخرى (وأنه قتل أبويه في حياة سابقة - وهي واحدة من الخطايا الخمس الأساسية للبوذية)، لذلك لم يجد مفرًا من حصاد نتائج ما اقترفت يداه وتقبل النتائج بصدر رحب. علاوةً على ذلك، ذكر بوذا أنه حتى القوى الخارقة لم يكن لها أي فائدة لتجنب القدر، خاصة عندما يكون محملاً بالذنوب.

## موجالايانا في مخطوطة ماهايانا سوتراس

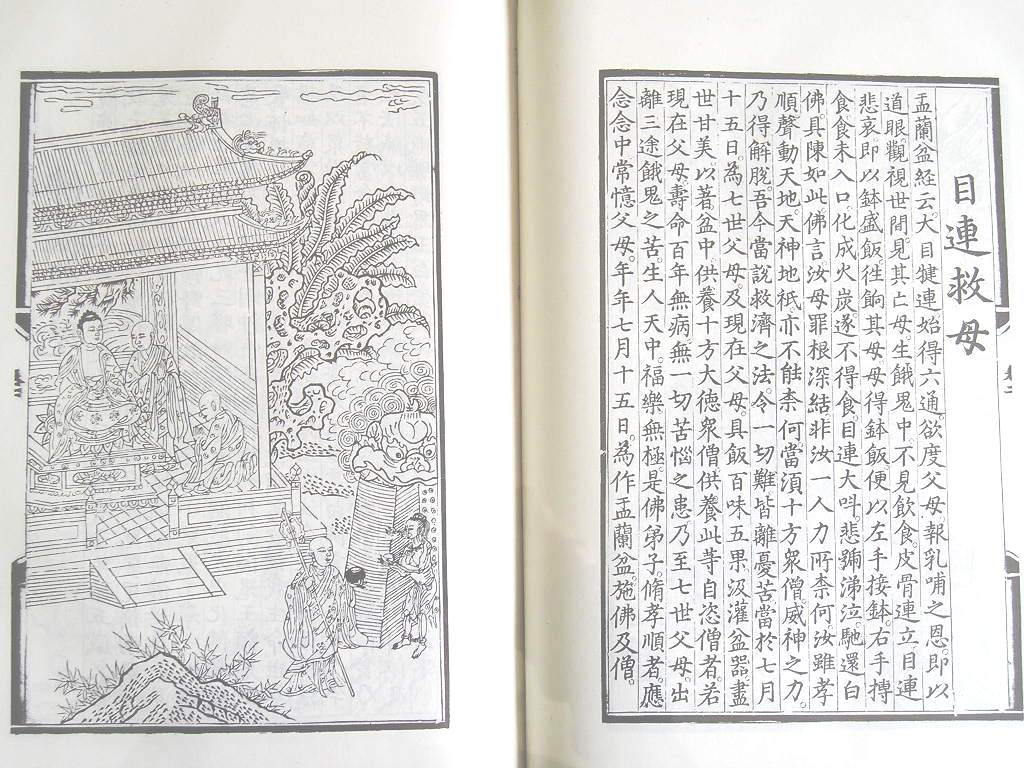
موجالايانا ينقذ أمه

تعد مخطوطة أولامبانا سوترا هي المخطوطة الرئيسية من مخطوطات ماهايانا سوترا التي يُذكر فيها موجالايانا. تغطي مخطوطة سوترا موضوع تقوى الأبناء، وهي تعد محاضرة يلقيها ساكياموني بوذا على موجالايانا. وتحظى مخطوطة أولامبانا بشعبية واسعة في اليابان، إذ أنها تعد الأساس لمهرجان أوبون، الذي يتشابه بشدة مع المثل العليا التقليدية والجديدة للمثل الكونفوشيوسية وغير الكونفوشيوسية حيث إنها تناقش موضوع تقديس السلف. وهذا هو السبب الحقيقي الذي جعل مخطوطة أولامبانا سوترا تنال انتقادات واسعة، حتى أن البعض ادعى أنها غير أصلية لأن النزعة التي تميل إلى تعاليم كونفوشيوس تتعارض بشدة مع التعاليم البوذية الأخرى.
وفي مخطوطة لوتاس سوترا الفصل السادس (هبة التنبؤ)، يمنح بوذا هبات التنبؤ والتنوير لتلاميذه ماهاكاشيابا، سوبوتي، ماهاكاتايانا، و مامودجاليانا.

## وصلات خارجية
- Life of Maha-Moggallana by Hellmuth Hecker
- Nichiren Daishonin speaks about Maudgalyayana.